# Гросс, Рикко
Ри́кко Гросс (нем. Ricco Groß; род. 22 августа 1970, Бад-Шлема, Карл-Маркс-Штадт) — немецкий биатлонист, четырёхкратный олимпийский чемпион, девятикратный чемпион мира по биатлону. Имеет на своём счету несколько стартов в кубке мира по лыжным гонкам.

## Биография
Хотя Рикко Гросс и родился в посёлке Бад-Шлема на юго-востоке Германии, сейчас он живёт в Рупольдинге — одном из крупнейших центров мирового биатлона. Биатлоном Рикко увлёкся в 1983 году, а в 1990 году попал в национальную сборную команды Германии.
После «золотых» побед в эстафетах на зимних Олимпийских играх 1992, 1994 и 1998 годов и на Чемпионатах мира 1991, 1995 и 1997 годов, в которых одним из эстафетчиков выступал Гросс, его стали ценить, в первую очередь, именно как величайшего командного бойца. Во многом благодаря Рикко Гроссу в последующем было выиграно эстафетное золото зимних Олимпийских игр 2006 года и чемпионатов мира 2003 и 2004 годов. Первую победу в индивидуальном соревновании на чемпионате мира Гросс одержал в 1997 году в Брезно-Осрблье. В сезоне 2006/2007 годов он закончил карьеру в биатлоне.
С августа 2015 по 30 апреля 2018 года был старшим тренером мужской сборной России по биатлону.
В мае 2018 года немецкий специалист возглавил мужскую сборную Австрии по биатлону.

## Личная жизнь
В 1994 году Рикко Гросс женился на Катрин. В их семье родилось трое сыновей: Марко, также биатлонист (17.10.1995), Симон (10.07.1998) и Габриэль (22.02.2003).